# ツーリング・クロス
ツーリング・クロス（Touring・Cross）とは、クロス・ツーリズム（Cross・Tourism）と基本的に同じであるが、特に1970年代～1980年代に掛けフランス式ツーリズムやランドヌーズの影響を強く受けている構成の自転車がツーリズムであり、1980年初頭以降にアメリカMTBなどの影響を受けたMTB部品（島野やサンツアーなど）で、700C又はHE規格を主体にしている場合、ツーリング・クロス（Touring・Cross）と表現する。

## 初期のロードバイクに近い
元々100年前(1920年代前後)の初期のイタリアのロードレーサーはシクロクロスやパスハンターや日本のランドナーに見た目が近い構成となっている。

## 1980年代初頭の典型例
奥多摩や丹沢や箱根の林道などの荒地（ラフロード）走行用に東京のメビウスにツーリング・クロスをオーダーした事例がある。
見た目はシクロクロスよりロードレーサーに近いサイドプル仕様のクロス系（当時、ベルナール・イノーもサイドプルでシクロクロスのプロレースに出場）だった。
しかし駆動系は初代デオーレXTで（2000年以降に主に初心者に流行した）MTB×ロードバイクという仕様に近い。
オールラウンダーパスハンターであれば、前後ブロックタイヤが基本だが、後輪のみブロックタイヤで、前輪はシクロクロスタイヤ（つまりブロックタイヤで無い）前後シクロクロスチューブラーという構成となっている。また前後のキャリアもダボも無く、ツーリングには全く見えず、1985年当時のオランダチームのロードバイクの後輪がブロックタイヤという感じで、後輪だけ取り換えたロードバイクにしか見えないのである。相当な走り屋がオーナーで、かなり攻撃的な構成と言える。Cross・Touringで無く、あえてTouring・Crossと表記していることから、本項もこの順序に習っている。

## 2000年の動向
このジャンルは特定マニア層に一定の人気があり、2000年代も継続的に作成されている。
New Cycling 2000年5月臨時増刊 スペシャルメイドサイクルパート4を参照すると、パスハンターとして紹介されるケースもあるようだ。

## 2024年現在のツーリング・クロス(Touring・Cross)
大手メーカーによる一般用市販廉価モデルの中には、競技用のシクロクロス車を参考に、ロード用ツーリング・バイクとした兼用モデルが販売されているので、これが半世紀前から存在する従来のツーリング・クロスに該当する。
この手の車両はホイールベースが長く、キャリア取付用ダボやボトルケージ台座などがあるケースもある。